# Министр военно-морских сил КША
Министр военно-морских сил Конфедерации (англ. Confederate States Secretary of the Navy) возглавлял Министерство военно-морских сил КША. Стивен Мэллори занимал эту должность в течение всего времени существования Конфедерации.

## Министр военно-морских сил
| # | Портрет | Имя            | Родился                              | Умер                             | Начало полномочий | Окончание полномочий | Политическая партия |
| - | ------- | -------------- | ------------------------------------ | -------------------------------- | ----------------- | -------------------- | ------------------- |
| 1 |         | Стивен Мэллори | 1812 Тринидад, Британская Вест-Индия | 9 ноября 1873 Пенсакола, Флорида | 4 марта 1861      | 20 мая 1865          | Демократ            |